# Bláznivá spolubydlící
Bláznivá spolubydlící (v anglickém originále Happy Together) je americká filmová komedie z roku 1989. Režisérem filmu je Mel Damski. Hlavní role ve filmu ztvárnili Patrick Dempsey, Helen Slater, Dan Schneider, Kevin Hardesty a Marius Weyers.

## Obsazení
| Patrick Dempsey | Christopher Wooden |
| Helen Slater    | Alexandra Page     |
| Dan Schneider   | Stan               |
| Kevin Hardesty  | Slash              |
| Marius Weyers   | Denny Dollenbacher |
| Barbara Babcock | Ruth Carpenter     |
| Gloria Hayes    | Luisa Dellacova    |
| Brad Pitt       | Brian              |